# August Adolphi
August Adolphi (* 15. April 1889 in Wiesdorf; † 6. April 1965 in Leverkusen) war ein deutscher Politiker der SPD. 1945 war er für 27 Tage Bürgermeister von Leverkusen.

## Leben
August Adolphi war vom 2. November 1919 bis 30. Dezember 1927 Mitglied des Wiesdorfer Gemeinderates in der USPD (ab 4. Mai 1924 SPD).
1929 war er Arbeitsamtsdirektor in Opladen.
Vom 20. April 1945 bis 17. Mai 1945 war er für 27 Tage Bürgermeister von Leverkusen (SPD). Adolphi hatte eine Tochter.